# Stanko Gruden
Stanko Gruden (partizansko ime Strela), slovenski delavec in partizan, * 5. maj 1926 Trst, † 10. januar 1945, Dolina pri Trstu.
Rodil se je v družini železničarja Antona in gospodinje Ivanke Gruden rojene Šušteršič. Družina je živela v Šempolaju pri Nabrežini. Ljudsko šolo je obiskoval v Šempolaju, nižjo srednjo šolo pa v Nabrežini. Leta 1940 je kot vajenec delal v ladjedelnici (CRDA) v Tržiču. Julija 1943 je bil mobiliziran v italijansko vojsko. Vojsko je služil v posebni kazenski enoti »Battaglione speciale« v L'Aquili. Po italijanski kapitulaciji je septembra 1943 zbežal iz vojske in se pridružil partizanom Kosovelove brigade. Od tam je bil premeščen v tržaški varnostni bataljon. Poleti 1944 ga je v Trstu aretiral Gestapo. Po zaslišanjih in mučenjih je bil odpeljan v Rižarno. Iz zapora je ob zavezniškem bombardiranju pobegnil iz Trsta ter se ponovno pridružil partizanom. Padel je v spopadu s patruljo Waffen-SS v Dolini pri Trstu. Po njem je dobila ime osnovna šola v Šempolaju.